# (4888) Doreen
(4888) Doreen es un asteroide perteneciente al cinturón de asteroides, descubierto el 5 de mayo de 1981 por Carolyn Shoemaker desde el Observatorio del Monte Palomar, Estados Unidos.

## Designación y nombre
Designado provisionalmente como 1981 JX1. Fue nombrado Doreen en honor de "Doreen Vingness Spellmann", hermana política del descubridor.

## Características orbitales
Doreen está situado a una distancia media del Sol de 2,350 ua, pudiendo alejarse hasta 2,391 ua y acercarse hasta 2,309 ua. Su excentricidad es 0,017 y la inclinación orbital 4,055 grados. Emplea 1315 días en completar una órbita alrededor del Sol.

## Características físicas
La magnitud absoluta de Doreen es 13,8. Tiene 4,26 km de diámetro y su albedo se estima en 0,294.